# Мензел, Дональд Говард
До́нальд Го́вард Ме́нзел (англ. Donald Howard Menzel; 11 апреля 1901 — 14 декабря 1976) — американский астроном и астрофизик.
Он был ведущим астрономом своего времени, а также стал известен своими скептическими объяснениями НЛО, как необычных атмосферных явлений.

## Биография
Будучи рожденным во Флоренсе (штат Колорадо), Мензел демонстрировал не по годам развитый интеллект: ещё до поступления в детский сад, он не только умел читать, но и знал азбуку Морзе.
В 16 лет Мензел поступил в Колорадский университет изучать химию. Однако наблюдение за солнечным затмением в 1918 году заставило его изменить своё решение в пользу изучения астрономии. Мензел заслужил практику в Принстонском Университете и провел летние каникулы в Гарвардском Университете в качестве ассистента Харлоу Шепли.
Мензел обучался в Денверском университете и получил звание доктора философских наук от Принстонского университета. После получения своего звания доктора философских наук в 1924, Мензел преподавал в Университете Айовы и в Государственном университете Огайо, прежде чем пошел работать помощником астронома в Ликскую обсерваторию в Калифорнии в 1926 году. Мензел был в числе первых астрофизиков-теоретиков в мире. Он проработал в Ликской обсерватории до 1932 года, когда он принял предложение работать в Гарвардском университете. С 1954 по 1956 годы он был президентом Американского астрономического сообщества. С 1964 года до самой смерти, Мензел был правительственным консультантом по делам с Латинской Америкой.
Он начинал преподавать в Гарварде в 1932 году и стал профессором к 1938 году; в 1952 году он был назначен директором Гарвардской обсерватории и пробыл в должности с 1954 по 1966 годы, когда обсерватория стала международным центром радиоастрономии. Мензел вышел в отставку в 1971 году.
Мензел начинал проводить исследования Солнца, но позже сконцентрировался на изучении туманностей. Его работа с Лоуренсом Аллером и Джеймсом Бейкером определила много основополагающих принципов в изучении планетарных туманностей.
Он написал Полевой справочник звезд и планет, часть полевых справочников Роджера Питерсона.

## Мензел и НЛО
Помимо своей академической и популяристической деятельности на поле астрономии, Мензел скептически выступал относительно реальности НЛО. Он является автором и соавтором трех популярных книг, разоблачающих НЛО: «Летающие тарелки» (1953), «Мир летающих тарелок: Научное исследование главного мифа космической эры» (1963) и «Загадка НЛО: Окончательное объяснение феномена НЛО» (1977). Все книги Мензела об НЛО аргументируют, что НЛО не более чем неверное толкование вполне прозаичных вещей, таких как звезды, облака и самолеты; или как результат наблюдения людьми необычных атмосферных явлений, с которыми они не знакомы. Он часто предлагал, что атмосферная дымка или температурная инверсия искажает свет звезд или планет и делает их визуально больше, чем они есть в действительности, создавая необычные очертания и делая их движимыми. В 1968 году Мензел засвидетельствовал перед комитетом по науке и астронавтике на симпозиуме посвященном проблеме НЛО, что он считает все проявления НЛО имеют природное объяснение.
Ричард Гринвилл писал, «большинство защитников НЛО считают его 'заклятым врагом'. Фактически множество его объяснений НЛО были обоснованны и Мензел, конечно, имел технические предпосылки оценивать эту информацию. Однако, он редко проводил полевые проверки и больше ограничивал себя теоретическими объяснениями, которые он считал более правдоподобными, чем визиты пришельцев. Он соглашался с вероятностью существования множества технологически развитых цивилизаций в галактике, но не с тем, что они могут с легкостью и обыденностью совершать межзвездные путешествия до земли». (Гринвилл, 229)

### Критика
Некоторые наблюдатели оспаривают работы Мензела об НЛО, считая их недостаточными. Атмосферный физик и исследователь НЛО Джеймс МакДональд использовал слово «Мензелиана» для описания астрономического подхода к НЛО (который МакДональд осудил как неадекватный и поверхностный). Социолог Рон Веструм писал: «Парадокс в том, что его книги об НЛО изображают довольно убогую науку, контрастирующую с его более известными работами в астрофизике». (Веструм, с.34) Веструм полагает, что эта злоба на Мензеловскую «убогость» в изучении НЛО возникла «благодаря гало-эффекту, Мензеловская репутация в астрономии подкрепляет его неряшливость в сложении научных аргументов». (Веструм, с. 35)
Критика также исходит от многих ученых связанных с ВВС США: капитан Эдвард Руппельт, глава первого исследования НЛО "Проект «Синяя книга», писал:
Одно объяснение НЛО, получившее наибольшую гласность, было предложено доктором гарвардского университета Дональдом Мензелом. Доктор Мензел писал в «Тайм», «Лук» и позже в своих «Летающих тарелках», заявляя что все сообщения об НЛО могут быть объяснены различными типами световых феноменов. Мы тщательно изучали эту теорию, так как она выглядела достойной. Её изучали физики проекта «Медведь». Научные консультанты Передового Центра Технической Разведки изучали и обсуждали её с несколькими ведущими европейскими физиками, чьей специальностью была атмосферная физика. В общем комментарии, полученном «Проектом Синяя Книга» сказано, «Мензел дал тему для размышлений, но его объяснения не являются панацеей».

Критики Мензела также сообщают, что его теории буквально смешны. Он, время от времени, был консультантом в Комитете Кондона (1966—1968), научно изучая НЛО, под руководством физика Эдварда Кондона в Колорадском Университете. Жак Валле писал в своем дневнике историю, рассказанную ему астрономом и консультантом комитета Алленом Хайнеком. Однажды вечером, за ужином, Хайнек и некоторые постоянные члены комитета 
обсуждали частые поездки Мензела в Боулдер. Мэри Лу [Армстронг, исполнительный ассистент комитета] смеялась так сильно над тем как она отозвалась о Мензеловских речах, что свалилась со стула и распласталась спиной на полу ресторана. Мензеловские объяснения НЛО были настолько смешны, что только пристойность и уважение к старшему коллеге удерживали членов команды, включая Кондона, от открытого смеха ему в лицо. (Веструм, 35)
Несмотря на то, что в основном жесткая критика исходила от исследователей НЛО, отрицательная критика исходила также из других областей: в 1959, выдающийся психолог Карл Юнг объявил, что Мензел «не преуспел, несмотря на все свои попытки, в предложении удовлетворительных объяснений хотя бы одного подлинного сообщения об НЛО». (Юнг, 147) Порицающая критика также исходила от внутреннего анализа ВВС США, который начинался:
Легко показать, что «воздушные линзы» и «сильные инверсии» постулированные Гордоном и Мензелом, из числа других, нуждаются в температуре в несколько сотен Кельвинов для того чтобы вызывать миражи, приписываемые им.

## Память
В 1979 г. Международный астрономический союз присвоил имя Дональда Мензела кратеру на видимой стороне Луны.